# Metro de Maracay

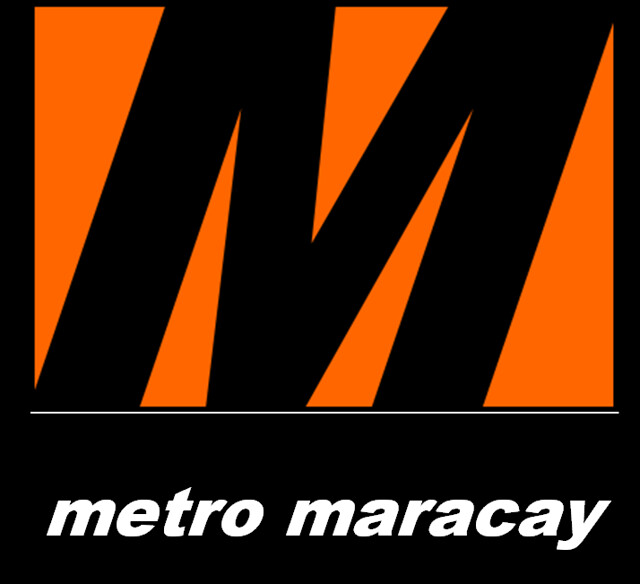
Logo Metro de Maracay

El Metro de Maracay fue un proyecto de ferrocarril urbano destinado a ser construido en la ciudad de Maracay, Venezuela. 
El proyecto forma parte de un nuevo auge que ha tomado el sector del transporte público en el país desde hace ya algunos años. Precisamente alrededor del año 2006 se develó en la Expo VeneItalia un vídeo donde se exhibían los renders del sistema ya terminado.
El sistema uniría a la ciudad con las localidades cercanas de Palo Negro, Turmero y Cagua, que forman parte del área metropolitana de dicha ciudad. También se estipula una conexión con dos estaciones del Sistema Ferroviario Nacional, en su tramo La Encrucijada—Puerto Cabello.
Su implementación comenzaría por la Línea 2, desde la zona este de la ciudad hasta Cagua, y la estación de transferencia al Sistema Ferroviario. Seguidamente se construiría la Línea 1, desde Palo Negro hasta el oeste de la ciudad, donde se conectaría con la transferencia a la estación ferroviaria en la ciudad. La Línea 3 iría desde el Hospital Central de Maracay hasta Palo Negro.